# サザンゲートブリッジ

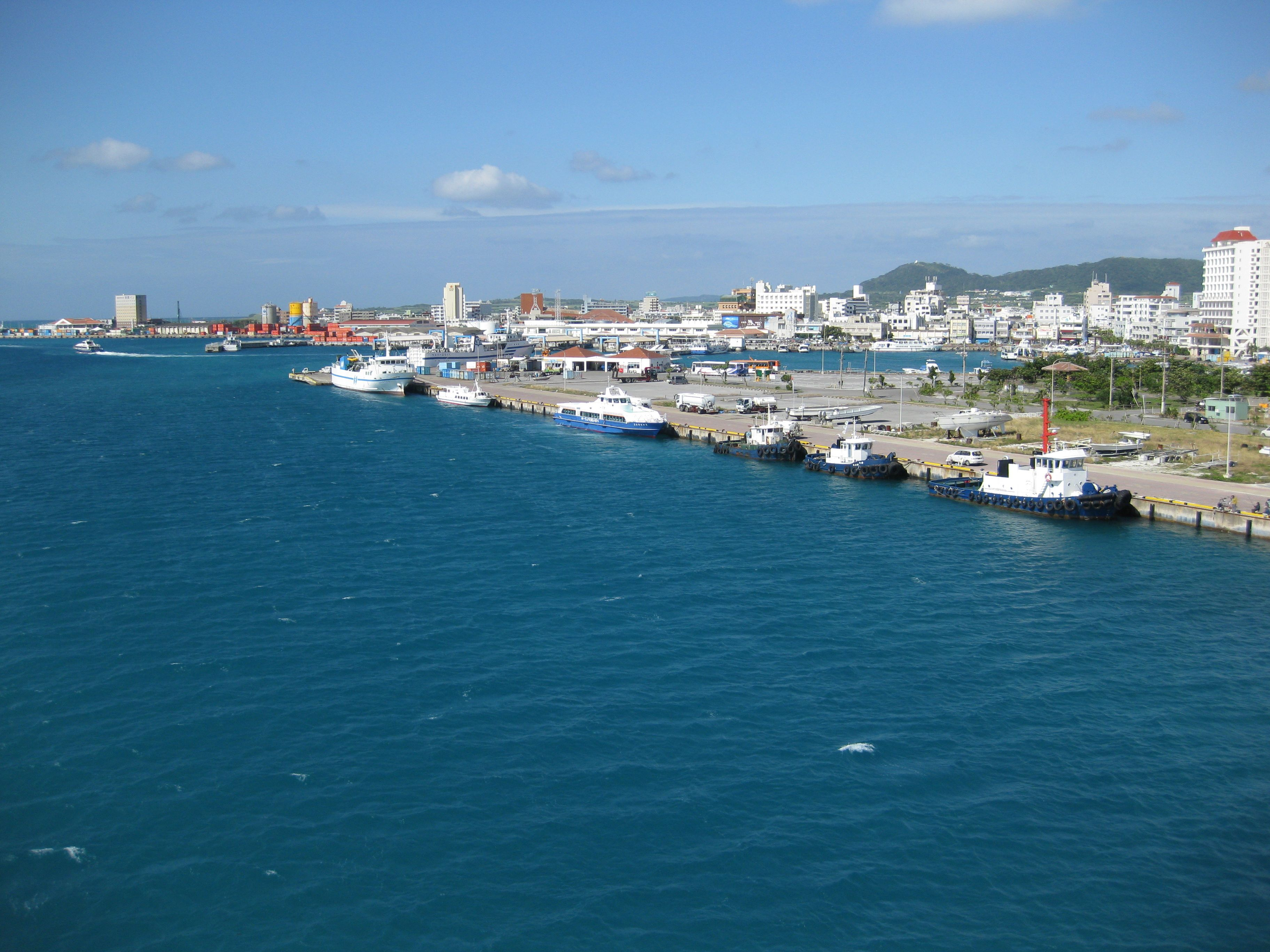
サザンゲートブリッジから見た石垣港

サザンゲートブリッジは、沖縄県石垣市の八島町と南ぬ浜町（新港地区）を結ぶ石垣港に架かる橋である。

## 概要
新港地区は、1978年（昭和53年）から石垣港の航路・泊地整備のために浚渫された土砂の処分場とされ、埋め立てによって造成された地区である。この橋は、石垣市唯一の国道である国道390号の市街地区間と新港地区とを結ぶために建設され、1993年（平成5年）に開通した。名称は公募により選定されたもので、「サザン」は南十字星をイメージしている。この橋からは実際に南十字星を眺めることができる。石垣市市街地と南ぬ浜町（新港地区）との間に他に交通手段はなく、この橋が南ぬ浜町（新港地区）への唯一のアクセス手段となっている。
この橋の完成に先立ち、1992年（平成4年）10月には、石垣市と内閣府沖縄総合事務局によって、人工ビーチ、300室程度のホテル2件、フィッシャーマンワーフ、3万トンバース、イベント広場、多目的広場、海洋文化歴史博物館、水族館を備えた石垣港コースタルリゾートの開発構想が公表された。この石垣港コースタルリゾート計画はバブル崩壊などにより実現することはなかったが、南ぬ浜町（新港地区）では、2017年（平成29年）7月に人工海浜の供用が開始されている（一部暫定供用は2016年（平成28年）7月から）。また、2020年春の供用開始を目指して20万トン級クルーズ船に対応可能なクルーズ船専用岸壁の整備が進められ、2018年（平成30年）4月21日には7万トン級に対応可能な岸壁が暫定供用されている。
このような施設整備の進展により、今後、南ぬ浜町（新港地区）の利用者増や交通量の増加による渋滞の発生が見込まれること等から、石垣市では、南ぬ浜町（新港地区）と美崎町地区とを結ぶ新たなアクセス道路の建設が構想されている。

## イベント
1996年（平成8年）から2013年（平成25年）まで開催されたトライアスロンワールドカップ石垣島大会では、この橋がバイク（自転車）及びラン（マラソン）のコースの一部になっていた。2015年（平成27年）から開催されている石垣島トライアスロン大会では、この橋がバイク（自転車）及びラン（マラソン）のコースの一部になるとともに、スイム（遠泳）はこの橋を渡った先の南ぬ浜町人工ビーチで行われている。また、初日の出のポイントとしても知られる。

## 沿革
- 1993年（平成5年） - 開通[7]。
- 2009年（平成21年） - 耐震補強工事開始[17]。
- 2014年（平成26年）3月28日 - 新港地区の町名が南ぬ浜町に決定[18][19][20]。
- 2016年（平成28年）7月1日 - 南ぬ浜町で人工海浜の一部暫定供用開始[10]。
- 2017年（平成29年）7月1日 - 南ぬ浜町で人工海浜の供用開始[9]。
- 2018年（平成30年）4月21日 - 南ぬ浜町で7万トン級に対応可能なクルーズ船専用岸壁が暫定供用開始[11]。

## 通行止め
台風の暴風時等には、通行止めになることがある。また、サザンゲートブリッジがコースの一部となる石垣島トライアスロン大会の際や、南の島の星まつりのライトダウン星空観望会・夕涼みライブ等のイベントが南ぬ浜町（新港地区）で開催される際にも、一般車両は通行止めになることがある。